# Otto Eichelmann
Otto Eichelmann (ur. 27 kwietnia 1854 w Petersburgu, zm. 12 lutego 1943 w Pradze) – prawnik, profesor Uniwersytetu Kijowskiego.
Specjalista prawa konstytucyjnego i międzynarodowego. W latach 1918–1919 wysoki urzędnik rządu Ukraińskiej Republiki Ludowej, m.in. doradca ministra handlu i przemysłu oraz ministra spraw zagranicznych. Brał udział w ekonomicznych pertraktacjach rządu URL z Austrią i Niemcami, oraz w rozmowach z sowiecką Rosją. Autor Konstytucji Ukraińskiej Republiki Ludowej.
Na emigracji profesor i dziekan wydziału prawa Wolnego Uniwersytetu Ukraińskiego, oraz profesor Ukraińskiego Wyższego Instytutu Pedagogicznego.
Członek rzeczywisty Towarzystwa Naukowego im. Szewczenki.